# Eurocontrol
Eurocontrol o Organització Europea per la Seguretat de la Navegació Aèria (en anglès: European Organisation for the Safety of Air Navigation) és una organització internacional europea fundada l'any 1963 a Brussel·les i que va ser promoguda per Alemanya, Bèlgica, França, Luxemburg, Països Baixos i el Regne Unit. És una organització internacional que treballa per aconseguir una gestió segura i fluida del trànsit aeri a tot Europa. Eurocontrol compta actualment amb 41 estats membres i té la seu a Brussel·les, Bèlgica. També té diversos emplaçaments locals, com ara un centre d'innovació a Brétigny-sur-Orge, França, el Centre d'aprenentatge aeri (ALC) a Luxemburg i el Centre de control de l'àrea superior de Maastricht (MUAC) a Maastricht, Països Baixos. L'organització dona feina a unes dues mil persones i funciona amb un pressupost anual de més de mig milió d'euros.
Es tracta d'una organització civil i militar integrada per 39 estats membres que tenen com a objectiu el desenvolupament d'un sistema segur, eficaç i coordinat del tràfic aeri europeu: «Un cel únic europeu».
Encara que Eurocontrol no és una agència de la Unió Europea, la UE ha delegat part de les seves regulacions del Cel Únic Europeu a Eurocontrol, convertint-la en l'organització central de coordinació i planificació del control del trànsit aeri per a tot Europa. La UE mateixa és un signatari d'Eurocontrol i actualment tots els estats membres de la UE també són membres d'Eurocontrol. L'organització treballa amb autoritats nacionals, proveïdors de serveis de navegació aèria, usuaris de l'espai aeri civil i militar, aeroports i altres organitzacions. Les seves activitats impliquen totes les operacions de servei de navegació aèria de porta a porta: gestió estratègica i tàctica del flux, formació de controladors, control regional de l'espai aeri, tecnologies i procediments a prova de seguretat i cobrament de taxes de navegació aèria.

## Membres
Per ser considerat com a membre d'Eurocontrol, un país ha de complir tots els criteris següents:
- Ser europeu
- Membre del Consell d'Europa
- Tenir acreditació existent tant a l'OACI com ECAC

Membres d'Eurocontrol, la Unió Europea i ECAC:
- Àustria (1993)
- Bèlgica (1960)
- Bulgària (1997)
- Xipre (1991)
- República Txeca (1996)
- Dinamarca (1994)
- Finlàndia (2001)
- França (1960)
- Alemanya (1960)
- Grècia (1988)
- Hongria (1992)
- Irlanda (1965)
- Itàlia (1996)
- Letònia (2011)
- Lituània (2006)
- Luxemburg (1960)
- Malta (1989)
- Països Baixos (1960)
- Polònia (2004)
- Portugal (1986)
- Romania (1996)
- Eslovàquia (1997)
- Eslovènia (1995)
- Espanya (1997)
- Suècia (1995)
- Regne Unit (1960)

Membres d'Eurocontrol i ECAC fora de la UE:
- Albània (2002)
- Armènia (2006)
- Bòsnia i Hercegovina (2004)
- Croàcia (1997)
- Macedònia del Nord (1998)
- Moldàvia (2000)
- Mònaco (1997)
- Montenegro (2007)
- Noruega (1994)
- Sèrbia (2005))
- Suïssa (1992)
- Turquia (1989)
- Ucraïna (2004)